# Landtagswahlkreis Osnabrück-Ost
Der Wahlkreis 77 Osnabrück-Ost ist ein Wahlkreis zur Wahl des niedersächsischen Landtags. Er umfasst von der Stadt Osnabrück etwa das halbe Stadtgebiet mit den Stadtteilen Innenstadt, Darum/Gretesch/Lüstringen, Fledder, Gartlage, Kalkhügel, Nahne, Schinkel, Schinkel-Ost, Schölerberg, Sutthausen, Voxtrup und Widukindland.

## Landtagswahl 2022
Zur Landtagswahl 2022 gab es im Wahlkreis Osnabrück-Ost keine Einzelbewerbungen, aber an den 14 landesweiten Wahlvorschlägen waren acht Direktkandidaturen angeschlossen. Das seit 2013 bestehende Direktmandat konnte Frank Henning (SPD) gegen Anne Kura (GRÜNE) und Verena Kämmerling (CDU) verteidigen. Beiden gelang jedoch über die jeweiligen Landeslisten der erstmalige Einzug in den Landtag. Die Wahlbeteiligung lag mit 55,62 % unter dem Landesdurchschnitt von 60,31 %.
| Nr. | Partei                       | Direktkandidatur           | Erststimmen | Zweitstimmen |
| --- | ---------------------------- | -------------------------- | ----------- | ------------ |
| 01  | SPD                          | Frank Henning              | 31,84 %     | 31,33 %      |
| 02  | CDU                          | Verena Kämmerling          | 25,57 %     | 22,77 %      |
| 03  | GRÜNE                        | Anne Kura                  | 26,58 %     | 24,61 %      |
| 04  | FDP                          | Nemir Ali                  | 3,21 %      | 4,24 %       |
| 05  | AfD                          | Patric-Alexander Sausmikat | 6,17 %      | 6,29 %       |
| 06  | DIE LINKE.                   | David Böttger              | 4,34 %      | 4,57 %       |
| 07  | dieBasis                     | Lars-Oliver Schröder       | 1,39 %      | 0,88 %       |
| 14  | FREIE WÄHLER                 |                            |             | 0,41 %       |
| 16  | Die Humanisten Niedersachsen |                            |             | 0,29 %       |
| 17  | Die PARTEI                   |                            |             | 1,35 %       |
| 18  | Gesundheitsforschung         |                            |             | 0,23 %       |
| 19  | Tierschutzpartei             |                            |             | 1,51 %       |
| 20  | PIRATEN                      |                            |             | 0,31 %       |
| 23  | Volt                         | Emine Tunç                 | 0,90 %      | 1,22 %       |

## Landtagswahl 2017
Zur vorgezogenen Landtagswahl in Niedersachsen 2017 gab es im Wahlkreis 077 Osnabrück-Ost keine Einzelbewerbungen, aber 15 Landeslisten, davon fünf mit angeschlossenen Direktkandidaturen.
Das Direktmandat konnte Frank Henning (SPD) mit 40,10 % gegen Anette Meyer zu Strohen (CDU) verteidigen. Jedoch gelang ihr durch die Landesliste der Einzug in den Landtag, dem sie bis 2013 angehört hatte.
Die Wahlbeteiligung lag mit 58,97 % unter dem Landesdurchschnitt von 63,11 %.
| Partei            | Direktkandidatur        | Erststimmen | Zweitstimmen |
| ----------------- | ----------------------- | ----------- | ------------ |
| CDU               | Anette Meyer zu Strohen | 35,38       | 30,44        |
| SPD               | Frank Henning           | 40,10       | 34,97        |
| GRÜNE             | Daniela Saalfeld        | 11,50       | 13,23        |
| FDP               | Tanja Josefa Figlus     | 5,55        | 7,19         |
| DIE LINKE.        | Maik Drewel             | 7,46        | 7,25         |
| AfD Niedersachsen |                         |             | 4,34         |
| BGE               |                         |             | 0,26         |
| DM                |                         |             | 0,08         |
| FREIE WÄHLER      |                         |             | 0,21         |
| LKR Niedersachsen |                         |             | 0,01         |
| ÖDP               |                         |             | 0,18         |
| Die PARTEI        |                         |             | 0,80         |
| Tierschutzpartei  |                         |             | 0,58         |
| PIRATEN           |                         |             | 0,33         |
| V-Partei³         |                         |             | 0,13         |

## Landtagswahl 2013
Zur Landtagswahl in Niedersachsen 2013 traten im Wahlkreis Osnabrück-Ost keine Einzelbewerber und sieben Direktkandidaten von Parteien an, davon alle außer der MDU mit angeschlossenem Landeswahlvorschlag. Durch Zweitstimme sind weitere fünf Landeswahlvorschläge zu wählen, so dass der Wahlzettel zwölf Zeilen hat. Das Direktmandat gewann Frank Henning (SPD), und über die Landesliste erhielt außerdem Gabriela König (FDP) ein Mandat. Die Wahlbeteiligung lag mit 55,20 % unter dem Landesdurchschnitt von 59,36 %.
| Partei                     | Direktkandidat              | Erststimmen | Zweitstimmen |
| -------------------------- | --------------------------- | ----------- | ------------ |
| SPD                        | Frank Henning               | 40,3 %      | 32,2 %       |
| CDU                        | Anette Meyer zu Strohen     | 38,9 %      | 31,4 %       |
| GRÜNE                      | Diana Häs                   | 11,7 %      | 18,1 %       |
| FDP                        | Gabriela König              | 2,7 %       | 9,8 %        |
| DIE LINKE                  | Giesela Brandes-Steggewentz | 3,5 %       | 4,0 %        |
| PIRATEN                    | Jan Sicars                  | 2,4 %       | 2,6 %        |
| FREIE WÄHLER               |                             |             | 0,8 %        |
| NPD                        |                             |             | 0,6 %        |
| DIE FREIHEIT Niedersachsen |                             |             | 0,3 %        |
| PBC                        |                             |             | 0,2 %        |
| Bündnis 21/RRP             |                             |             | 0,0 %        |
| MDU                        | Ayhan Akyol                 | 0,5 %       |              |

## Landtagswahl 2008
Zur Landtagswahl in Niedersachsen 2008 traten im Wahlkreis Osnabrück-Ost sechs Direktkandidaten an. Direkt gewählte Abgeordnete war Anette Meyer zu Strohen (CDU).
| Partei                     | Direktkandidat          | Erststimmen | Zweitstimmen |
| -------------------------- | ----------------------- | ----------- | ------------ |
| CDU                        | Anette Meyer zu Strohen | 41,8        | 39,5         |
| SPD                        | Alice Graschtat         | 37,3        | 31,2         |
| Bündnis 90/Die Grünen      | Hendrik Heuermann       | 7,4         | 9,8          |
| FDP                        | Gabriela König          | 5,29        | 8,2          |
| Die Linke                  | Marianne König          | 6,8         | 8,1          |
| NPD                        |                         |             | 0,9          |
| Freie Wähler Niedersachsen | Ansgar Hengelbrock      | 1,4         | 0,8          |
| Mensch Umwelt Tierschutz   |                         |             | 0,4          |
| Familien-Partei            |                         |             | 0,3          |
| PBC                        |                         |             | 0,2          |
| Die Friesen                |                         |             | 0,2          |
| Die Grauen                 |                         |             | 0,2          |
| ödp                        |                         |             | 0,1          |
| Ab jetzt                   |                         |             | 0,1          |
| Demokratische Alternative  |                         |             | 0,0          |
| Republikaner               |                         |             | 0,0          |

## Abgeordnete früherer Wahlperioden
Die SPD-Politikerin Ursula Pistorius (1933–2015) gehörte dem Landtag von 1978 bis 1990 an. In drei Wahlen hatte sie das Direktmandat im Wahlkreis Osnabrück-Ost erhalten.